# Supercoppa delle Fær Øer 2017
La 11ª edizione della Supercoppa delle Fær Øer si è svolta il 4 marzo 2017 al Tórsvøllur di Tórshavn tra il Víkingur Gøta, vincitrice della Formuladeildin 2016, e il KÍ Klaksvík, vincitore della coppa nazionale.

## Tabellino
| Arbitro: | Fornà |

|                                   |           |            |
| G. Vatnhamar 39’ S. Vatnhamar 89’ | Marcatori | 49’ Splidt |